# Andrews, North Carolina
Andrews är en kommun (town) i Cherokee County i North Carolina. Vid 2010 års folkräkning hade Andrews 1 781 invånare.